# Солунски конгрес на ВМРО (1924)
Солунският конгрес е конгрес на Скопския революционен окръг на Вътрешната македонска революционна организация, провел се на 23 - 24 декември 1924 година най-вероятно в свободната Пиринска Македония, България. Конгресът вероятно е проведен на едно и също място с предшестващия го на 21 - 23 декември Скопски конгрес, тъй като и на двата присъстват членът на Централния комитет Александър Протогеров и секретарят Иван Михайлов.
Конгресът е проведен след убийството на безспорния водач на организацията Тодор Александров на 31 август и отразява опитите на новите лидери да овладеят организацията. Конгресът е петият и последен от серията окръжни конгреси, предшестващи общия Шести конгрес на ВМРО в 1925 година след Битолския, Струмишкия, Серския и Скопския.

## Делегати
| - Дойранска околия - Тома Захов - Васил Ихчиев - Христо Андонов - Петър Овчаров                               | - Кукушка околия - Илия Николчев - Георги Чапразов - Атанас Калибацев - Гоце Междуречки - Георги Динишев | - Солунска околия - Дончо Лазаров - Никола Георгиев - Васил Чакаларов - Иван Караджов                       |
| - Ениджевардарска околия - Борис Изворски - Георги Въндев - Георги Баждаров - Георги Кьосев - Станчо Попкочев | - Воденска околия - Мицо Чегански - Кирил Пърличев - Димитър Занешев - Григор Джинджифилов               | - Гевгелийска околия - Георги Хаджимитрев - Иван Михайлов - Михаил Шкартов - Аргир Манасиев - Илия Докторов |
| - Член на ЦК - Александър Протогеров                                                                          | | |

За председател на конгреса е избран Аргир Манасиев, за подпредседател Григор Джинджифилов, а за секретари - Васил Ихчиев и Георги Динишев.

## Решения
Конгресът намира за незадоволителна революционната дейност в окръга, като вината за това се хвръля на бившите ръководители, вече ликвидираните Алеко Василев и Георги Атанасов. Заклеймява се бившия член на ЦК Петър Чаулев.
Конгресът прави следните избори;
| - Членове на Окръжния комитет - Редовни членове - Михаил Шкартов - Борис Изворски - Васил Ихчиев - Димитър Димашев - Георги Хаджимитрев - Запасни членове - Мицо Чегански - Григор Джинджифилов - Петър Овчаров - Христо Андонов | - Делегати за Общия конгрес - Редовни делегати - Георги Въндев - Григор Джинджифилов - Аргир Манасиев - Георги Хаджимитрев - Борис Изворски - Кирил Пърличев - Илия Докторов - Атанас Калибацев - Георги Баждаров - - Запасни делегати - Мицо Чегански - Васил Чакаларов - Петър Овчаров |